# Detroit Pistons 2019-2020
La stagione 2019-2020 dei Detroit Pistons è stata la 72ª stagione della franchigia nella NBA.
L'11 marzo 2020, la stagione NBA è stata interrotta per via della pandemia di COVID-19, dopo che il giocatore degli Utah Jazz Rudy Gobert è stato trovato positivo al virus.
Il 4 giugno termina ufficialmente la stagione dei Pistons, con la decisione da parte del NBA di terminare la stagione con 22 squadre qualificate e ancora in lotta per i playoff.

## Draft
| Giro | Scelta | Giocatore       | Ruolo | Nazionalità | Università/Squadra   |
| ---- | ------ | --------------- | ----- | ----------- | -------------------- |
| 1    | 15     | Sekou Doumbouya | AG    | Francia     | Limoges CSP          |
| 2    | 45     | Isaiah Roby     | AP    | Stati Uniti | Nebraska Cornhuskers |

## Roster
| \| Pos. \| Num. \| Naz. \| Nome \| Altezza \| Peso \| Data nascita \| Provenienza \| \| ---- \| ---- \| ---- \| ---------------------- \| ------- \| ------ \| ------------ \| ---------------- \| \| G \| 6 \| \| Brown, Bruce \| 196 cm \| 92 kg \| 15-08-1996 \| Miami \| \| AG/C \| 7 \| \| Maker, Thon \| 216 cm \| 101 kg \| 25-02-1997 \| Orangeville Prep \| \| P \| 13 \| \| Thomas, Khyri \| 191 cm \| 95 kg \| 08-05-1996 \| Creighton \| \| C \| - \| \| Patton, Justin \| 213 cm \| 107 kg \| 14-06-1997 \| Creighton \| \| AP \| 19 \| \| Mychajljuk, Svjatoslav \| 203 cm \| 96 kg \| 10-06-1997 \| Kansas \| \| G \| 17 \| \| Snell, Tony \| 201 cm \| 100 kg \| 10-11-1991 \| New Mexico \| \| P/G \| 9 \| \| Galloway, Langston \| 188 cm \| 91 kg \| 09-12-1991 \| Saint Joseph's \| \| AG \| 23 \| \| Griffin, Blake \| 208 cm \| 114 kg \| 16-03-1989 \| Oklahoma \| \| P \| 18 \| \| Bone, Jordan (TW) \| 191 cm \| 82 kg \| 05-11-1997 \| Tennessee \| \| P \| 20 \| \| Knight, Brandon \| 188 cm \| 83 kg \| 02-12-1991 \| Kentucky \| \| P \| 25 \| \| Rose, Derrick \| 188 cm \| 91 kg \| 04-10-1988 \| Memphis \| \| G \| 5 \| \| Kennard, Luke \| 196 cm \| 91 kg \| 24-06-1996 \| Duke \| \| AG \| 31 \| \| Henson, John \| 206 cm \| 100 kg \| 28-12-1990 \| North Carolina \| \| AP \| 14 \| \| King, Louis (TW) \| 206 cm \| 93 kg \| 06-04-1999 \| Oregon \| \| AG \| 35 \| \| Wood, Christian \| 211 cm \| 100 kg \| 27-09-1995 \| UNLV \| \| AG \| 45 \| \| Doumbouya, Sekou \| 205 cm \| 104 kg \| 23-12-2000 \| Francia \| \| G \| 52 \| \| McRae, Jordan \| 196 cm \| 81 kg \| 28-03-1991 \| Tennessee \| | Allenatore - Dwane Casey Assistente/i - Tim Grgurich - Sidney Lowe - Micah Nori - Sean Sweeney - DJ Bakker - JD Dubois - Bryston Williams Legenda - (C) Capitano - (FA) Free agent - (S) Sospeso - (TW) Contratto Two-way - (GL) Assegnato a squadra G League affiliata - Infortunato Roster • Transazioni · Ultima transazione: 27 settembre 2020 |                                                 |                        |         |        |              |                  |
| Pos. | Num. | Naz.                                            | Nome                   | Altezza | Peso   | Data nascita | Provenienza      |
| G | 6 | Stati Uniti (bandiera)                          | Brown, Bruce           | 196 cm  | 92 kg  | 15-08-1996   | Miami            |
| AG/C | 7 | Sudan del Sud (bandiera) · Australia (bandiera) | Maker, Thon            | 216 cm  | 101 kg | 25-02-1997   | Orangeville Prep |
| P | 13 | Stati Uniti (bandiera)                          | Thomas, Khyri          | 191 cm  | 95 kg  | 08-05-1996   | Creighton        |
| C | - | Stati Uniti (bandiera)                          | Patton, Justin         | 213 cm  | 107 kg | 14-06-1997   | Creighton        |
| AP | 19 | Ucraina (bandiera)                              | Mychajljuk, Svjatoslav | 203 cm  | 96 kg  | 10-06-1997   | Kansas           |
| G | 17 | Stati Uniti (bandiera)                          | Snell, Tony            | 201 cm  | 100 kg | 10-11-1991   | New Mexico       |
| P/G | 9 | Stati Uniti (bandiera)                          | Galloway, Langston     | 188 cm  | 91 kg  | 09-12-1991   | Saint Joseph's   |
| AG | 23 | Stati Uniti (bandiera)                          | Griffin, Blake         | 208 cm  | 114 kg | 16-03-1989   | Oklahoma         |
| P | 18 | Stati Uniti (bandiera)                          | Bone, Jordan (TW)      | 191 cm  | 82 kg  | 05-11-1997   | Tennessee        |
| P | 20 | Stati Uniti (bandiera)                          | Knight, Brandon        | 188 cm  | 83 kg  | 02-12-1991   | Kentucky         |
| P | 25 | Stati Uniti (bandiera)                          | Rose, Derrick          | 188 cm  | 91 kg  | 04-10-1988   | Memphis          |
| G | 5 | Stati Uniti (bandiera)                          | Kennard, Luke          | 196 cm  | 91 kg  | 24-06-1996   | Duke             |
| AG | 31 | Stati Uniti (bandiera)                          | Henson, John           | 206 cm  | 100 kg | 28-12-1990   | North Carolina   |
| AP | 14 | Stati Uniti (bandiera)                          | King, Louis (TW)       | 206 cm  | 93 kg  | 06-04-1999   | Oregon           |
| AG | 35 | Stati Uniti (bandiera)                          | Wood, Christian        | 211 cm  | 100 kg | 27-09-1995   | UNLV             |
| AG | 45 | Guinea (bandiera) · Francia (bandiera)          | Doumbouya, Sekou       | 205 cm  | 104 kg | 23-12-2000   | Francia          |
| G | 52 | Stati Uniti (bandiera)                          | McRae, Jordan          | 196 cm  | 81 kg  | 28-03-1991   | Tennessee        |

## Classifiche

### Central Division
| Central Division    | Central Division | Central Division | Central Division | Central Division | Central Division | Central Division | Central Division | Central Division |
| Squadra             | V                | S                | V%               | PR               | Casa             | Trasf            | Div              | PG               |
| ------------------- | ---------------- | ---------------- | ---------------- | ---------------- | ---------------- | ---------------- | ---------------- | ---------------- |
| z - Milwaukee Bucks | 56               | 17               | .767             | 0,0              | 30–5             | 26–12            | 13–1             | 73               |
| x - Indiana Pacers  | 45               | 28               | .616             | 11,0             | 25–11            | 20–17            | 8–7              | 73               |
| Chicago Bulls       | 22               | 43               | .338             | 30,0             | 14–20            | 8–23             | 7–9              | 65               |
| Detroit Pistons     | 20               | 46               | .303             | 32,5             | 11–22            | 9–24             | 5–10             | 66               |
| Cleveland Cavaliers | 19               | 46               | .292             | 33,0             | 11–25            | 8–21             | 4–10             | 65               |

### Eastern Conference
| Eastern Conference | Eastern Conference     | Eastern Conference | Eastern Conference | Eastern Conference | Eastern Conference | Eastern Conference |
| #                  | Squadra                | V                  | S                  | V%                 | PR                 | PG                 |
| ------------------ | ---------------------- | ------------------ | ------------------ | ------------------ | ------------------ | ------------------ |
| 1                  | z - Milwaukee Bucks *  | 56                 | 17                 | .767               | –                  | 73                 |
| 2                  | y - Toronto Raptors *  | 53                 | 19                 | .736               | 2,5                | 72                 |
| 3                  | x - Boston Celtics     | 48                 | 24                 | .667               | 7,5                | 72                 |
| 4                  | x - Indiana Pacers     | 45                 | 28                 | .616               | 11,0               | 73                 |
| 5                  | y - Miami Heat *       | 44                 | 29                 | .603               | 12,0               | 73                 |
| 6                  | x - Philadelphia 76ers | 43                 | 30                 | .589               | 13,0               | 73                 |
| 7                  | x - Brooklyn Nets      | 35                 | 37                 | .486               | 20,5               | 72                 |
| 8                  | x - Orlando Magic      | 33                 | 40                 | .452               | 23,0               | 73                 |
|                    |                        |                    |                    |                    |                    |                    |
| 9                  | Wash. Wizards          | 25                 | 47                 | .347               | 30,5               | 72                 |
| 10                 | Charlotte Hornets      | 23                 | 42                 | .354               | 29,0               | 65                 |
| 11                 | Chicago Bulls          | 22                 | 43                 | .338               | 30,0               | 65                 |
| 12                 | N.Y. Knicks            | 21                 | 45                 | .318               | 31,5               | 66                 |
| 13                 | Detroit Pistons        | 20                 | 46                 | .303               | 32,5               | 66                 |
| 14                 | Atlanta Hawks          | 20                 | 47                 | .299               | 33,0               | 67                 |
| 15                 | Cleveland Cavaliers    | 19                 | 46                 | .292               | 33,0               | 65                 |

## Mercato

### Free Agency

#### Rookie
| Giocatore       | Contratto             | Provenienza |
| --------------- | --------------------- | ----------- |
| Sekou Doumbouya | 2 anni - $6,7 milioni | Limoges CSP |

#### Acquisti
| Data              | Giocatore       | Contratto             | Provenienza        |
| ----------------- | --------------- | --------------------- | ------------------ |
| 4 luglio 2019     | Louis King      | Two-way               | Oregon Ducks       |
| 7 luglio 2019     | Derrick Rose    | 2 anni - $15 milioni  | Minnesota T'wolves |
| 7 luglio 2019     | Markieff Morris | 1 anno - $6,5 milioni | Oklahoma Thunder   |
| 7 luglio 2019     | Tim Frazier     | 1 anno - $1,8 milioni | Milwaukee Bucks    |
| 7 luglio 2019     | Jordan Bone     | Two-way               | Tenn. Volunteers   |
| 17 luglio 2019    | Christian Wood  | 1 anno - $1,6 milioni | N.O. Pelicans      |
| 19 settembre 2019 | Joe Johnson     | 1 anno - $2,5 milioni | Houston Rockets    |
| 21 febbraio 2020  | Derrick Walton  | 10 day                | Atlanta Hawks      |
| 22 febbraio 2020  | Donta Hall      | 10 day                | G. Rapids Drive    |
| 4 marzo 2020      | Jordan McRae    | 2 anni - $1,6 milioni | Denver Nuggets     |
| 26 giugno 2020    | Justin Patton   | 1 anno - $183.000     | Wisconsin Herd     |

#### Cessioni
| Data             | Giocatore          | Motivo     | Nuova squadra |
| ---------------- | ------------------ | ---------- | ------------- |
| 1 luglio 2019    | José Calderón      | Free agent | Ritirato      |
| 1 luglio 2019    | Wayne Ellington    | Free agent | N.Y. Knicks   |
| 1 luglio 2019    | Kalin Lucas        | Free agent | Stella Rossa  |
| 1 luglio 2019    | Zaza Pachulia      | Ritirato   |               |
| 1 luglio 2019    | Glenn Robinson III | Free agent | G.S. Warriors |
| 1 luglio 2019    | Ish Smith          | Free agent | Wash. Wizards |
| 1 luglio 2019    | Isaiah Whitehead   | Free agent | Astana        |
| 21 ottobre 2019  | Joe Johnson        | Tagliato   |               |
| 6 febbraio 2020  | Tim Frazier        | Tagliato   |               |
| 18 febbraio 2020 | Reggie Jackson     | Tagliato   | L.A. Clippers |
| 21 febbraio 2020 | Markieff Morris    | Tagliato   | L.A. Lakers   |
| 4 marzo 2020     | Derrick Walton     | Tagliato   |               |

### Scambi
| 21 giugno 2019  | @ Detroit Pistons Tony Snell Draft rights per Kevin Porter Jr. (2019 #30) | @ Milwaukee Bucks Jon Leuer |
| 21 giugno 2019  | @ Detroit Pistons Scelta 2º giro Draft 2020 (da Utah) Scelta 2º giro Draft 2021 (da Portland) Scelta 2º giro Draft 2023 (da Portland) Scelta 2º giro Draft 2024 (da Miami) Cash considerations per $5,0 milioni | @ Cleveland Cavaliers Draft rights per Kevin Porter Jr. (2019 #30) |
| 27 giugno 2019  | @ Detroit Pistons Draft rights per Deividas Sirvydis (2019 #37) | @ Dallas Mavericks Draft rights per Isaiah Roby (2019 #45) Scelta 2º giro Draft 2020 (da Utah via Cleveland e Detroit) Scelta 2º giro Draft 2021 (da Portland via Cleveland e Detroit) |
| 8 luglio 2019   | @ Detroit Pistons Draft rights per Jordan Bone (2019 #57) | @ Philadelphia 76ers Scelta 2º giro Draft 2024 (da Miami via Cleveland e Detroit) |
| 6 febbraio 2020 | @ Detroit Pistons John Henson Brandon Knight Scelta 2º giro Draft 2023 | @ Cleveland Cavaliers Andre Drummond |